# Кафказлы, Гаджимамед
Гаджимамед Кафказлы (азерб. Hacıməmməd Qafqazlı), настоящее имя — Гаджимамед Алекпер оглы Кулиев (азерб. Hacıməmməd Ələkbər oğlu Quliyev), (22 марта 1898, Ленкорань, Ленкоранский уезд, Бакинская губерния, Российская империя — 21 сентября, 1982, Баку, Азербайджанская ССР, СССР) — советский и азербайджанский актёр театра и кино и режиссёр, Заслуженный артист Азербайджанской ССР (1943).

## Биография
Родился 22 марта 1898 года в Ленкорани в семье поэта. Сначала учился в духовной школе первые 9 лет, а затем последующие 7 лет учился в русско-мусульманской школе. В возрасте 14-ти лет он начал трудовую деятельность в типографии, в тот же период приобщился к театральному искусству. В 1920 году в Маштаге организовал клуб и там же организовал театральный кружок. В начале 1920-х годов в качестве режиссёра поставил спектакль в клубе в Маштаге. Увидев талант актёра и режиссёра Аббас-Мирза Шарифзаде пригласил его в качестве актёра в Азербайджанский государственный академический национальный драматический театр, и тот приняв приглашение отработал там фактически до своей смерти. На сцене этого театра он сыграл свыше 200 ролей, за что в 1943 году он получил звание Заслуженного артиста Азербайджанской ССР. В советско-азербайджанском кинематографе дебютировал в 1924 году, и с тех пор снялся в 16 работах в кино.
В 1974 году награждён Почётной Грамотой Президиума Верховного Совета Азербайджанской ССР.
Скончался 21 сентября 1982 года в Баку.

## Фильмография

### Избранные фильмы
- 1924 — Легенда о Девичьей башне
- 1941 — Сабухи
- 1965 — Аршин мал алан — кучер.
- 1968 — Именем закона
- 1970 — Семеро сыновей моих